# Kankuamo
Kankuamo es un género de araña de la familia Theraphosidae. Solo existe una especie de este género y se encuentra en Colombia.

## Especies
- Kankuamo marquezi Perafán, Galvis & Gutiérrez, 2016